# Big Battle of Egos
Big Battle of Egos — четвёртый компиляционный альбом шведской группы Army of Lovers, вышедший 27 марта 2013 года. В него вошли новые песни: «Rockin' The Ride», «Signed On My Tattoo», «Tragedy» и «Crashing Down», первые две стали синглами.

## История
В ноябре 2012 года на официальной странице группы на Facebook была опубликована запись о том, что группа возвращается в классическом составе, чтобы принять участие в Melodifestivalen 2013 с новой песней «Rockin' The Ride». Они не смогли занять первое место, чтобы выступить от Швеции на Евровидении-2013. После чего 27.03.2013 был выпущен Big Battle of Egos и исключена Ла Камилла. На её место пришла Доминика Печински.
Песня «Tragedy» и «Crashing Down» являются каверами на песни Малены Эрнман «Tragedy» и BWO «Love Came Crashing Down».

## Список композиций
1. Rockin' The Ride
2. Crashing Down
3. Signed On My Tattoo (при уч. Gravitonas)
4. Give My Life
5. Crucified
6. Sexual Revolution
7. My Army Of Lovers
8. Lit De Parade
9. Obsession
10. Israelism
11. Ride The Bullet
12. I Am
13. King Midas
14. La Plage de Saint Tropez
15. Let The Sunshine In
16. Tragedy